# Gus Pope
Augustus Russell Pope, detto Gus (Seattle, 29 novembre 1898 – 1953), è stato un discobolo statunitense.
Nel 1920 prese parte ai Giochi olimpici di Anversa dove conquistò la medaglia di bronzo con la misura di 42,420 m. Quattro anni dopo partecipò ai Giochi olimpici di Parigi ma, nonostante la misura di 44,420 m, si piazzò quarto.

## Palmarès
| Anno | Manifestazione  | Sede    | Evento           | Risultato | Prestazione | Note |
| ---- | --------------- | ------- | ---------------- | --------- | ----------- | ---- |
| 1920 | Giochi olimpici | Anversa | Lancio del disco | Bronzo    | 42,130 m    |      |
| 1924 | Giochi olimpici | Parigi  | Lancio del disco | 4º        | 44,420 m    |      |